# Lipidoloog
De lipidoloog is een arts die zich gespecialiseerd heeft in de vetstofwisseling van het lichaam. Omdat de vetstofwisseling (in de volksmond wordt vaak alleen het cholesterol genoemd) veelal afwijkend is bij diabetes en een belangrijke risicofactor voor hart- en vaatziekten, gaat de lipidoloog dieper in op de achtergrond van de gestoorde vetstofwisseling.
Lipidologie is overigens geen erkend medisch specialisme.